# Llibre del Consolat de Mar
El Llibre del Consolat de Mar o Llibre del Consolat del Mar és un compendi de lleis de dret marítim que va regir durant segles el comerç a la Mediterrània. Amb origen a la Corona d'Aragó i redactat en llengua catalana, va ser traduït a gran quantitat d'idiomes i ha servit com a base per a la legislació marítima actual.
En establir el rei Pere el Gran el primer Consolat de Mar a València, va ordenar que aquest apliqués els usos i costums marítims de Barcelona, que es deien costums de mar i que no havien estat encara codificats, encara que existia a Barcelona una altra compilació de normes marítimes denominades Ordinacions de Ribera, que eren el que avui s'anomenaria Normes de Policia del Port i aigües litorals.
El mèrit del llibre del Consolat del Mar és que és la primera obra que recopila les lleis marítimes disperses dels drets romà, grec, romà d'Orient, rodi, italià, francès i castellà, juntament amb els costums de mar tradicionals.
Fins a la redacció de l'Ordonnance de la Marine a França el 1681, el  Llibre del Consolat del Mar va ser un codi de dret marítim vigent en tota la Mediterrània. A Espanya va seguir en ús fins a la implantació del Código de Comercio espanyol. Abans de la seva compilació s'utilitzaven com a codi marítim les Taules Amalfitanes, que eren, com aquest, un conjunt de regles per regular el comerç marítim redactades a Amalfi,
i que es van veure substituïdes per aquest codi.

## Influència i repercussions
L'expansió i supremacia comercial i marítima de la Marina Catalana, amb els Consolats de Mar i els Consolats de Catalans per tot Europa, va tenir com a conseqüència que la compilació de dret marítim, coneguda amb el nom de Llibre del Consolat del Mar, transcendís les fronteres polítiques a tota la Mediterrània i el llevant de l'Atlàntic. El Llibre del Consolat del Mar, elaborat sobre les bases dels costums marítims mediterranis, estava inspirat en els costums marítims de Barcelona, que es van perfeccionar en el Consolat de Mar de València.
Escrit originàriament en català, el Llibre del Consolat del Mar va ser traduït a l'italià, francès, anglès, castellà i a altres llengües, ja que durant segles va ser la base de la legislació naval mercantil en nombrosos països, fins i tot en temps moderns.
El llibre incloïa com a annex les Ordinacions sobre assegurances marítimes de Barcelona de 1435, que van ser les primeres conegudes al món, i la gran difusió del llibre va ajudar a propagar aquestes Ordinacions.
Amb els Decrets de Nova Planta (1707-1716) van ser suprimits tots els consolats de mar a la Mediterània, excepte a Mallorca i Barcelona. Aquest últim no va arribar a actuar normalment per la ingerència de les lleis borbòniques. Les normes del Llibre del Consolat del Mar van estar vigents a Espanya fins a 1829, data en què van ser substituïdes pel Código de Comercio espanyol, inspirat en la legislació francesa.
En diversos països d'Europa es van seguir utilitzant aquestes Ordinacions fins al segle xviii. El 1874 sir Travers Twiss el va traduir a l'anglès per raons d'utilitat, a principis del segle xx un tribunal nord-americà va negar una acció per no estar fundada en el Consolat de Mar, i encara al març de 1937 el tribunal d'apel·lació d'Alexandria va citar un capítol del llibre per dictar una sentència.

## Origen
Chiner i Chacón sostenen que les Ordinacions de Ribera (Ordinationes Ripariæ) escrites el 1258 no codificaven encara els usos marítims de Barcelona, i que la primera referència a "cònsols de mar" apareix a Barcelona el 1282, només un any abans de crear-se el Consolat de Mar a València. Assenyalen també que els cònsols de Barcelona no tenien la independència que el Llibre del Consolat els assigna posteriorment. Els costums recollits al llibre tindrien en part origen barceloní, però moltes s'haurien creat i consolidat a València, d'on s'haurien copiat als consolats creats posteriorment. Segons Arcadi Garcia i Sanz, la diferència principal entre el consolat de Barcelona i el de València seria que aquest últim tenia des del seu inici una jurisdicció real, i que per això hauria influït tan fortament en els altres consolats durant el segle xv.
Els costums del Consolat estaven basats explícitament en l'Usus at consuetudo maris, segons el privilegi de fundació de l'1 de desembre de 1283, que era "un conjunt de pràctiques jurídico-marítimes (Usus maris) basades en un text jurídic escrit (consuetudo maris)", i tots dos junts serien la tradició jurídico-marítima de la Mediterrània occidental. Està documentat que el text ja era en terres catalanes, ja que era a Vic el 1231, i va ser incorporat en català a la Costum de Tortosa  el 1272. Aquest escrit segurament provindria de fora de la Península i s'hauria introduït a través dels usos marítims de la Ribera de Barcelona.
A finals del segle xviii, A. Capmany i Monpalau dedueix, després d'estudiar el tema, que el llibre del Consolat del Mar havia estat escrit a Barcelona entre 1258 i 1266. Acceptant la influència pisana, va rebatre els arguments que li donaven un origen italià. En la mateixa època, el sard Domenico Azuni argumenta a favor del seu origen pisà, plantejant que, en ser Pisa la primera potència marítima de l'època, forçosament havia de tenir una legislació marítima pròpia. El francès Pardessus, en el seu estudi Collection de lois Maritimes anterieures au XVIII siècle, discrepa d'Azuni, considerant que la primera còpia no és la llatina que aquest havia estudiat, sinó que estava escrita en català. Conclou que es va redactar a Barcelona, però entre 1340 i 1400, discrepant en aquest punt amb Capmany. Més tard, Wildschut, tenint en compte que la compilació original no fa cap referència a les Lletres de canvi, dedueix que és anterior a la primera meitat del segle xiii.

## Edicions

### Primera compilació el 1320-1330
La primera compilació valenciana dels costums del mar es va fer a València entre 1320 i 1330.

### Llibre del Consolat de Mar valencià de 1407
És considerat com l'obra mestra del dret marítim medieval, i una de les icones de la jurisprudència valenciana.
El manuscrit original és conservat a l'Arxiu Municipal de València. És una obra de gran valor històric amb gran repercussió internacional a través dels segles.
Hi ha diverses còpies manuscrites medievals, tot i que un dels exemples més bells des del punt de vista artístic és el citat còdex del "Consolat del Mar" amb miniatures de Domènec Crespí realitzades el 1407, conservat a l'Arxiu Històric Municipal de València.

### Primera edició en impremta entre 1436 i 1484
Amb l'arribada de la impremta, la primera edició impresa coneguda és la de València de 1436-1484.

### Edició mallorquina de 1345
La ciutat de Mallorca es va rendir a Pere el Cerimoniós, i aquest li va concedir el 1343 el Consolat de Mar de Mallorca, regit pels costums de València ("per modum el formam in civitate València usitatos"). Segons Arcadi Garcia i Sanz, es va fer una adaptació i no un calc. Huguet Borràs va redactar l’Ordre judiciària de la Cort dels cònsols del mar de la ciutat de València  i va reescriure els costums valencians, creant la compilació anomenada capítols del Consolat de mar de Mallorques, documentada per primera vegada el 14 de febrer de 1345.

### Edició barcelonina de 1502 (Prefaci de Francesc Celelles)
Pere el Cerimoniós va concedir a Barcelona el seu Consolat de Mar dient que estaria sota la mateixa manera que el de Mallorca, "sub ea scilicet forma qua concessum est civitati Maioricarum". Els costums es van adaptar de València a Mallorca, i d'aquesta a Barcelona.
Capmany diu que a causa d'aquestes adaptacions els set primers capítols tractaven d'assumptes que només eren útils per als cònsols de mar de València, i van ser afegides indiscriminadament diverses lleis i ordinacions barcelonines. Capmany diu que la part corresponent a les ordinacions conegudes com a consolat de mar no s'ha copiat de Mallorca ni de València, sinó que va ser compilada dels mateixos costums barcelonins coneguts com a llibre del consolat de mar, i que el fet d'estar compilada amb les ordinacions valencianes en impremtes barcelonines hauria causat confusions en autors posteriors, que li haurien donat un origen valencià quan en realitat hauria estat originari de Barcelona.
La primera edició va ser el 14 agost del 1502.
La part I consisteix en 43 capítols que prescriuen els mètodes per escollir els cònsols del mar i els jutges d'apel·lació a València, les competències jurídiques de cada un i les regulacions procedimentals de les adjudicacions de casos portats davant d'ells. Els articles 44 i 45 van ser descartats, probablement per il·legibles, i es referien a carregaments en direcció a Alexandria.
La part II consistia en els articles del 46 al 334 de les lleis de l'any 1343. La primera àrea, de l'article 46 fins al 297, s'ocupa dels costums generalment acceptats del comerç marítim, mentre que la segona àrea, articles del 298 fins al 334, s'ocupa dels corsaris, pirateig, expedicions de forces navals armades, combois, assegurança marítima, lletres de canvi i altres matèries diverses. Al manuscrit original de la Bibliothèque Nationale a París la següent inscripció apareix al final de l'article 217: "El llibre acaba aquí. Glòria a Jesus Crist. Amen".

#### Primers advocats
L'article 43 prescriu el jurament d'ofici per als advocats de Mallorca, decretat per Jaume I d'Aragó i promulgat abans de l'any 1275. No se sap ni quan ni per qui va ser imposat aquest jurament als advocats de Barcelona i altres ciutats.

### Edició de 1914 de Moliné i Brases

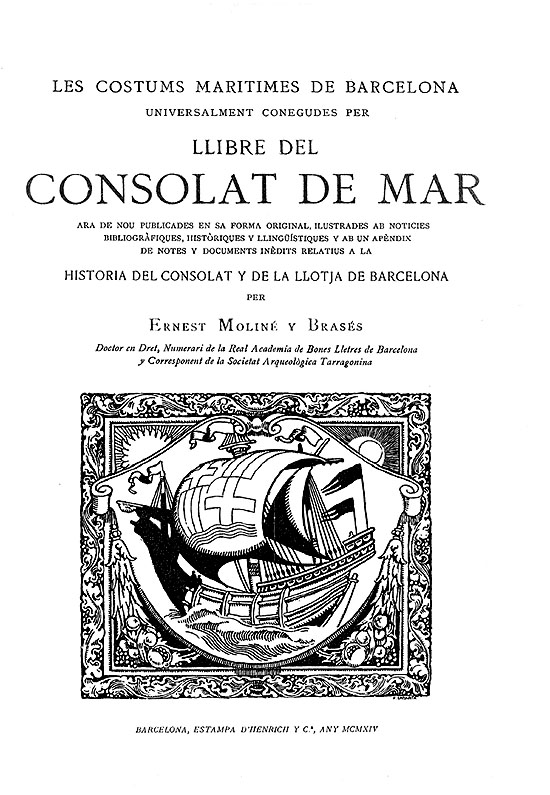
Edició de 1914 del Llibre del Consolat de Mar, editat per Ernest Moliné i Brasés.

Una de les edicions més completes és la de 1914, deguda a Moliné i Brases, que no recull només els antics costums anteriors a la primera compilació i va ser completat amb aportacions posteriors. Conté:
- El reglament dels cònsols de mar de València. (p. 1 a 45)
- Els costums marítims de Barcelona. (p. 46 a 297)
- Les ordinacions per a vaixells armats que vagin al cors i per a armades que surtin a la mar. (p. 298-334)
- El cronicó de les promulgacions.
- Els capítols del Rei En Pere. (p. 1 a 40)
- Les ordinacions dels consellers de Barcelona per al Consolat del Mar de Sicília.
- Les ordinacions dels consellers de Barcelona sobre fets marítims del 21 de novembre de 1435.
- Lleis i ordinacions del Recognoverunt Proceres sobre casos marítims i mercantils.
- Les ordinacions dels consellers de Barcelona sobre assegurances marítimes.
- Els capítols i ordinacions de la Cort General del Capítol General de Barcelona del 8 d'octubre de 1481.

## Compilacions en l'antiguitat
La compilació més antiga és probablement l'índex babiloni, del segle xviii aC. Els fenicis van compilar els seus costums el 2000 aC, i després van ser copiats pels grecs i al seu torn pels romans. Els habitants de Rodes van adaptar directament les lleis fenícies.

## Compilacions a partir de les quals es va originar
El llibre es va inspirar llunyanament en compilacions anteriors, com les pisanes Constitutum usus (1161) i Breu consulum maris (1162) i en el text llatí Consuetudo maris de la primera meitat del segle xiii, que s'ha documentat que era conegut en terres catalanes el 1231.
El 1010 es van codificar a Amalfi les Tabulæ Amalphitanæ o Tavole Amalfitane, seguides de la codificació de costums marítims de Trani el 1063, que després van ser adaptades per a la ciutat de Fermo.
Jaume I va demarcar el 1243 la Ribera marítima de Barcelona i les seves Ordinacions van ser codificades el 1258 a la Carta consulatus riparie Barchinona, que encara no tenien codificats els costums marítims de Barcelona. Poc després, els límits municipals de Barcelona van ser reorganitzats i la Ribera va quedar sota l'autoritat del Consell de Cent, de manera que la Ribera va perdre la seva autonomia. En l'últim quart del segle xiii els consellers de Barcelona són els que nomenen els prohoms de Ribera, que el 1282 apareixen nomenats com a "cònsols de mar".

## Compilacions que va influenciar
Molts autors creuen que les lleis recollides en el llibre del Consolat del Mar van tenir gran influencia en totes les altres compilacions de lleis marítimes d'Europa, que estan parcialment basades en ell.
Algunes d'aquestes lleis recollides en el llibre del Consolat de Mar van ser adoptades ja al segle ix en llocs com el mar Bàltic, el Mar del Nord, Slesvig, Riga, Visby, Hamburg, Lübeck i altres ciutats de la Lliga Hanseàtica, sent publicades a partir del 1407 sota el títol de Waterrecht, anomenades també lleis de Wisby.
Les Lleis d'Oléron van ser recopilades per Eduard I d'Anglaterra i ampliades i promulgades per Ricard I d'Anglaterra al seu retorn de Terra Santa. Elionor d'Aquitània les hauria proclamat el 1266 a França. L'origen exacte d'aquestes lleis està en disputa i, donada la incomunicació entre mariners de l'Atlàntic i mariners de la Mediterrània, és possible que no hi hagués influència entre elles. No obstant això, les lleis compilades a la Mediterrània eventualment van superar en importància les de l'Atlàntic i les van arribar a reemplaçar, ja que hi va haver més activitat marítima dels països que les empraven.
El  Llibre Negre de l'Almirallat (Black Book of the Admiralty) de Bretanya també data de mitjans del segle xii.